# Ugly Side: An Acoustic Evening with Blue October
Ugly Side: An Acoustic Evening with Blue October è il terzo album dal vivo del gruppo musicale alternative rock statunitense Blue October, pubblicato nel 2011.

## Tracce
1. Ugly Side – 4:45
2. The Answer – 5:26
3. Dirt Room – 3:41
4. Come In Closer – 4:48
5. Into the Ocean – 4:30
6. Colorado 5591 – 4:14
7. Picking Up Pieces – 4:39
8. Tomorrow – 3:52
9. X Amount of Words – 5:48
10. Amazing – 6:15
11. The End – 6:06

## Formazione
- Justin Furstenfeld - voce, chitarra
- Jeremy Furstenfeld - batteria
- Ryan Delahoussaye - violino, mandolino, tastiere, voce
- C.B. Hudson - chitarra, voce
- Matt Noveskey - chitarra, voce